# Fodinoidea staudingeri
Fodinoidea staudingeri är en fjärilsart som beskrevs av Saalmüller 1884. Fodinoidea staudingeri ingår i släktet Fodinoidea och familjen björnspinnare. Inga underarter finns listade i Catalogue of Life.